# TT337
TT337 (Theban Tomb 337) è la sigla che identifica una delle Tombe dei Nobili ubicate nell'area della cosiddetta Necropoli Tebana, sulla sponda occidentale del Nilo dinanzi alla città di Luxor, in Egitto. Destinata a sepolture di nobili e funzionari connessi alle case regnanti, specie del Nuovo Regno, l'area venne sfruttata, come necropoli, fin dall'Antico Regno e, successivamente, sino al periodo Saitico (con la XXVI dinastia) e Tolemaico.

## Titolare
TT337 era la tomba di:
| Titolare                             | Titolo                                                             | Necropoli      | Dinastia/Periodo                                            | Note |
| ------------------------------------ | ------------------------------------------------------------------ | -------------- | ----------------------------------------------------------- | ---- |
| Ken, o Qen (poi usurpata da Eskhons) | (ken) Scultore nel Luogo della Verità; nessuna notizia per Eskhons | Deir el-Medina | (Ken) XIX dinastia (Ramses II); (Eskhons) XXI-XXII dinastia |      |

## Biografia
Nessuna notizia biografica è ricavabile da questa tomba. Ken, o Qen, tuttavia, risulta titolare anche di un'altra tomba, la TT4. Il nome dello scultore Qen, viene menzionato anche nelle tombe TT106, di Paser, e TT7, di Ramose. Durante la XXI o XXII dinastia la TT337 venne usurpata da tale Eskhons, di cui non è possibile qui reperire notizie. Per quanto riguarda il titolare Ken, dalla tomba TT4, è possibile indicare in Tjanufer (o anche Thonufer) suo padre, a sua volta Scultore e cesellatore di Amon in Khenu, e in Maatnofret (o anche Metnefert) sua madre. Ebbe due mogli, Nefertere e Henutmehyt; suoi figli maschi furono Merymery, Tjau-en-Anuy, Kewer e Penduau, figlia femmina Taqari.

## La tomba
L'accesso a TT337 si apre nello stesso cortile da cui si accede alla TT181 di Ipuki e Nebamon, la cosiddetta "tomba degli scultori". È notevolmente malridotta e dalla cappella sono stati recuperati solo pochi frammenti contenenti testi. Nella camera funeraria, a est, è scarsamente leggibile la personificazione dell'Occidente tra Anubi, come sciacallo, da un lato e le dee Iside e Nephtys dall'altro. Sulle pareti radi frammenti di testi, usurpati dal secondo occupante Eskhons, e frammenti del defunto (non è chiaro se Ken o Eskhons) in adorazione di Osiride, Iside, Horus e Anubi.

### Annotazioni
1. ↑  La numerazione dei locali e delle pareti segue quella di Porter e Moss 1927, p. 282.
2. ↑  La prima numerazione delle tombe, dalla numero 1 alla 252, risale al 1913 con l'edizione del "Topographical Catalogue of the Private Tombs of Thebes" di Alan Gardiner e Arthur Weigall. Le tombe erano numerate in ordine di scoperta e non geografico; ugualmente in ordine cronologico di scoperta sono le tombe dalla 253 in poi.
3. ↑  I campi della Duat, ovvero l'aldilà egizio, si trovavano, secondo le credenze, proprio sulla riva occidentale del grande fiume.
4. ↑  Nella sua epoca di utilizzo, l'area era nota come "Quella di fronte al suo Signore" (con riferimento alla riva orientale, dove si trovavano le strutture dei Palazzi di residenza dei re e i templi dei principali dei) o, più semplicemente, "Occidente di Tebe".
5. ↑  le Tombe dei Nobili, benché raggruppate in un'unica area, sono di fatto distribuite su più necropoli distinte.
6. ↑  Le note, sovente di inquadramento topografico della tomba, sono tratte, fino alla TT252, dal "Topographical Catalogue" di Gardiner e Weigall, ed. 1913 e fanno perciò riferimento alla situazione dell'epoca.

### Fonti
1. ↑  Gardiner e Weigall 1913.
2. ↑  Donadoni 1999,  p. 115.
3. ↑  Porter e Moss 1927, p. 405.
4. ↑  Porter e Moss 1927,  pp. 11-12.
5. ↑  Porter e Moss 1927,  p. 405.
6. ↑  Porter e Moss 1927,  p. 406.